# Guillermo Cantú
Guillermo Cantú Cantú (Torreón, 12 de enero de 1968) es un exfutbolista mexicano que jugó como mediocampista.

## Trayectoria
Nacido en Torreón, Cantú jugó profesionalmente para el Atlante FC, el Club León y el Club Celaya. Él pasó los mejores años de su carrera en el Atlante. Durante la temporada 1992-93, se abrió paso en la alineación titular anotando seis goles desde el mediocampo, con Atlante ganó el campeonato. Cantú siguió jugando con regularidad para Atlante durante los siguientes dos años, pero su tiempo de juego disminuyó en las siguientes temporadas debido a lesiones. Él jugó sus últimos partidos de primera división con Celaya en 1998 a la edad de 30 años.
Desde que finalizara su carrera como jugador, Cantú ha estado activo en la administración del fútbol mexicano. Él era el director de selecciones nacionales de la Federación Mexicana de Fútbol Asociación a partir de 2004 hasta 2009, cuando renunció después de que México no logró clasificarse para la Copa Mundial de la FIFA 2009 Sub-20 . También se desempeñó como presidente de Santos Laguna y Jaguares de Chiapas, cargo que ocupó este último de 2010 a 2012 y fue uno de los dueños de los extintos Tiburones Rojos de Veracruz, lo fue temporalmente del Querétaro FC.

## Selección nacional
También representó a México en el ámbito internacional, ganando un total de cinco partidos. Él hizo seis apariciones en la Copa Oro de CONCACAF 1993 , jugando en la victoria por 8-0 sobre Canadá y en la victoria 4-0 sobre los Estados Unidos en la final. A pesar de que participó en el éxito de la Copa de Oro, fue incapaz de entrar en los planes del entrenador Miguel Mejía Barón en el momento de hacer la lista de convocados para la Copa Mundial FIFA 1994 .

## Clubes
| Club            | País   | Año         | Goles |
| --------------- | ------ | ----------- | ----- |
| Potros Neza     | México | 1988 - 1989 |       |
| Atlante FC      | México | 1989 - 1997 | 18    |
| León FC         | México | 1990 - 1991 | 1     |
| Atlético Celaya | México | 1997 - 1998 | 0     |

## Palmarés

### Campeonatos nacionales
| Título           | Club        | Año     |
| ---------------- | ----------- | ------- |
| Segunda División | Potros Neza | 1988-89 |
| Primera División | Atlante FC  | 1992-93 |

### Campeonatos internacionales
| Título            | Equipo              | Sede   | Año  |
| ----------------- | ------------------- | ------ | ---- |
| Copa Oro CONCACAF | Selección de México | México | 1993 |

## Trayectoria como directivo
| Institución         | País   | Año         |
| ------------------- | ------ | ----------- |
| Selección de México | México | 2004-2009   |
| Santos Laguna       | México | 2000-2004   |
| Jaguares de Chiapas | México | 2010-2012   |
| Veracruz            | México | 2013        |
| Club Necaxa         | México | 2014        |
| FC Juárez           | México | 2020 - 2021 |

### Título en Selección
| Título                   | Equipo        | Sede | Año  |
| ------------------------ | ------------- | ---- | ---- |
| Copa Mundial FIFA Sub-17 | Sub-17 México | Perú | 2005 |

### Títulos en clubes
| Título           | Club          | Año           |
| ---------------- | ------------- | ------------- |
| Campeón clausura | Santos laguna | clausura 2001 |
| Ascenso MX       | Necaxa        | Apertura 2014 |